# Comuna Horișnea Vîhnanka, Ciortkiv
Horișnea Vîhnanka (în ucraineană Горішня Вигнанка) este o comună în raionul Ciortkiv, regiunea Ternopil, Ucraina, formată din satele Horișnea Vîhnanka (reședința) și Perehodî.

## Demografie
Componența lingvistică a comunei Horișnea Vîhnanka
     Ucraineană (98,88%)
     Alte limbi (1,02%)
Conform recensământului din 2001, majoritatea populației comunei Horișnea Vîhnanka era vorbitoare de ucraineană (98,88%), existând în minoritate și vorbitori de alte limbi.